# لوئیسا مارکس
لوئیسا کارلوس سیلوا مارکس (پرتغالی: Luisa Carlos Silva Marques؛ زادهٔ ۲۳ نوامبر ۱۹۸۴) بازیکن فوتبال در پست مهاجم اهل تیمور شرقی است.

## تیم ملی
وی در ترکیب تیم ملی فوتبال زنان تیمور شرقی در مسابقات قهرمانی ۲۰۱۶ زنان آسیای جنوب شرقی حضور داشت. مارکس نخست بازی ملی رسمی خویش را در تاریخ ۲۷ ژوئیه ۲۰۱۶ در مقابل تیم ملی فوتبال زنان میانمار انجام داد.